# Lövåsvallen
Lövåsvallen – stadion piłkarski w Billingsfors, w Szwecji. Obiekt został otwarty 16 lipca 1944 roku. Swoje spotkania rozgrywają na nim piłkarze klubu Billingsfors IK.

## Historia
Billingsfors IK został założony 26 maja 1906 roku, a pierwszym boiskiem klubu było „Fiskartorpet”. Początkowo miało ono wymiary 20 × 30 m, później zostało powiększone do rozmiaru 30 × 60 m.
W 1937 roku, około kilometr na północny zachód od poprzedniego boiska, przygotowano teren pod nowy stadion. Budowa ruszyła w 1939 roku. W roku 1941 prace zostały wstrzymane z powodu braku środków finansowych. Ostatecznie otwarcie nowego obiektu miało miejsce 16 lipca 1944 roku.
W sezonie 1946/1947 Billingsfors IK, jedyny raz w historii, występował w Allsvenskan (najwyższy poziom rozgrywkowy). Drużyna w 22 spotkaniach zdobyła zaledwie trzy punkty (trzy remisy, zero wygranych) i z bilansem bramkowym 28:84 zajęła ostatnie miejsce w 12-zespołowej tabeli. Z takim bilansem klub zajmuje ostatnie miejsce w tabeli wszech czasów Allsvenskan. W tamtym sezonie zanotowano również rekord frekwencji stadionu Lövåsvallen: 29 września 1946 roku spotkanie przeciwko urzędującemu mistrzowi, IFK Norrköping, obejrzało z trybun 5340 widzów (mecz zakończył się wynikiem 0:4).
Drewniana, zadaszona trybuna główna stadionu mieści się po stronie zachodniej. Naprzeciw niej także znajdują się rzędy trybun. Boisko stadionu w przeszłości otoczone było bieżnią lekkoatletyczną. Trybuna główna istnieje od początku istnienia stadionu, podobnie jak budynek szatni, który jednak przez lata był rozbudowywany. Obecny budynek klubowy powstał w XXI wieku. Obok stadionu mieści się lodowisko na otwartym powietrzu, powstałe na początku lat 70. XX wieku. Stadion jest uznany za obiekt o wartości historycznej i kulturowej.
Obiekt odegrał rolę stadionu fikcyjnego klubu Stenfors BK w szwedzkim komediodramacie Offside z 2006 roku.